# Rambergsvallen
Rambergsvallen is een multifunctioneel stadion in de Zweedse stad Göteborg. Het werd geopend in 1935 en heeft een capaciteit van 7.000 toeschouwers. Het stadion is de thuishaven van de voetbalclub BK Häcken.
Rondom het voetbalveld ligt een atletiekbaan, waardoor het stadion vaak voor sportdagen van scholen wordt gebruikt. Ongeveer 90 procent van de inkomsten bestaat uit huur die betaald wordt door de scholen.
De noordelijke tribune werd gebouwd in 1979, de hoofdtribune in 1983. In 2013 werd er besloten om een nieuw stadion te bouwen, wat alleen geschikt zou zijn voor voetbal. De stad Göteborg heeft 130 miljoen kronen beschikbaar gesteld voor het nieuwe stadion. Er werd eind 2013 begonnen met de bouw.